# Cuscuta compacta
Cuscuta compacta là một loài thực vật có hoa trong họ Bìm bìm. Loài này được Juss. mô tả khoa học đầu tiên năm 1841.